# 애슬론 타운 FC
애슬론 타운 FC(영어: Athlone Town FC)는 애슬론을 연고로 하는 아일랜드의 축구 클럽이다. 현재는 리그 오브 아일랜드 퍼스트 디비전에 참가하고 있다.

## 성적
- 리그 오브 아일랜드 우승 2회 (1980-81, 1982-83)
- FAI컵 우승 1회 (1923-24)
- 리그 오브 아일랜드컵 우승 3회 (1979-80, 1981-82, 1982-83)

## 선수 명단

### 현역
참고: FIFA 자격 규정에 따라 소속된 국가대표팀 국기를 표시합니다. 선수는 복수의 FIFA 비회원국 국적을 가지고 있을 수 있습니다.
| 번호 | 포지션 | 국적       | 이름          |
| ---- | ------ | ---------- | ------------- |
| 2    | DF     | 엘살바도르 | 저먼 푸엔테스 |

| 번호 | 포지션 | 국적 | 이름 |
| ---- | ------ | ---- | ---- |